# دلیو رودریگز
دلیو رودریگز باروس (۱۹ آوریل ۱۹۱۶–۱۴ ژانویه ۱۹۹۴) رکابزن حرفه‌ای اسپانیایی بود که در رشته دوچرخه‌سواری جاده فعالیت می‌کرد و متخصص مسابقات سرعتی بود. او توانست در سال ۱۹۴۵ برنده ووئلتا اسپانیا شود.
رودریگز رکورددار تعداد پیروزی مرحله‌ای در ووئلتا اسپانیا است. او توانست در ۳۸ مرحله این مسابقه پیروز شود. رودریگز دو برادر کوچکتر به نامهای امیلیو و مانولو داشت. در ووئلتای ۱۹۵۰ امیلیو قهرمان شد و مانولو بر سکوی دوم ایستاد.

## فعالیت حرفه‌ای
دلیو رودریگز در پنتئارئاس زاده‌شد و نخستین پیروزی خود را در مسابقات قهرمانی گالیسیا در سال ۱۹۳۴ به دست آورد. در سال بعد نیز توانست این عنوان را تکرار کند و در سال ۱۹۳۶ حرفه‌ای شد. البته تا سال ۱۹۴۰ به صورت انفرادی در مسابقات شرکت می‌کرد.
نخستین پیروزی حرفه‌ای رودریگز در سال ۱۹۴۰ در مسابقهٔ مادرید–سالامانکا–مادرید به دست آمد. در همان سال، برندهٔ تور آلابا و جایزه بزرگ آگوستین شد. در سال ۱۹۴۱ پس از کسب چند پیروزی، در ووئلتا اسپانیا شرکت کرد و در ۱۲ مرحله پیروز شد. هرچند در پایان مسابقه، رتبه‌ای بهتر از چهارم کسب نکرد. در سال بعد نیز برندهٔ هشت مرحلهٔ ووئلتا شد؛ ولی نتوانست نتیجهٔ قابل توجهی به دست آورد. در دو سال بعد که ووئلتا برگزار نمی‌شد، رودریگز در چند مسابقهٔ دیگر به پیروزی رسید.
در ووئلتای ۱۹۴۵ که پس از دو سال تعطیلی به دلیل جنگ جهانی دوم، برگزار می‌شد، رودریگز در مرحله دوم فرار کرد و با فاصله ۱۵ دقیقه پیروز شد. در پایان مسابقه نیز قهرمانی را با برتری بیش از ۳۰ دقیقه‌ای نسبت به نفر دوم به دست آورد. در همان دوره در شش مرحله پیروز شد و قهرمانی رده‌بندی امتیازی را نیز به دست آورد. در سال ۱۹۴۵ او توانست تور گالیسیا را نیز فتح کند.
در سال ۱۹۴۶ در ۵ مرحلهٔ ووئلتا پیروز شد. در ووئلتای ۱۹۴۷ نیز بر سکوی سوم قرار گرفت و برنده هشت مرحله شد. رودریگز در سال ۱۹۴۸ آخرین پیروزی‌های خود را در تور پرتغال و تور لوانته به دست آورد و در سال ۱۹۴۹ بازنشسته شد.

## نتایج در گرند تورها
| گرند تور | ۱۹۴۱ | ۱۹۴۲ | ۱۹۴۵ | ۱۹۴۶ | ۱۹۴۷ |
| -------- | ---- | ---- | ---- | ---- | ---- |
| ووئلتا   | ۴    | ۷    | ۱    | ۵    | ۳    |
| جیرو     | –    | –    | –    | –    | –    |
| تور      | –    | –    | –    | –    | –    |